# Копейск
Копейск (на руски: Копейск) е град в Русия, Челябинска област, градски окръг Копейск.
Населението му е 148 136 души към 1 януари 2018 година.